# Guilherme Gazzola
Guilherme dos Reis Gazzola (Campinas, 25 de dezembro de 1969), conhecido como Guilherme Gazzola, é um cirurgião dentista e político brasileiro filiado ao Progressistas (PP).  serviu como prefeito do Município de Itu, tendo governado de 2017 até 2025.
Com mãe professora e pai dentista, ingressou no campo de humanas por meio da odontologia e por 28 anos exerceu a formação profissão de dentista. Gazzola é pai de quatro filhos.

## Carreira política
Começou a carreira política no ano 2000, quando foi eleito vereador em Itu pela primeira vez, filiado ao PPS.
Já o segundo mandato foi cumprido entre 2008 e 2011, também pelo PPS.
Em 2016, após quatro anos afastado de cargos políticos, foi candidato à prefeito de Itu. Guilherme Gazzola foi eleito com 28% dos votos válidos (22.582 votos).
Nas eleições municipais de 2020, Gazzola foi reeleito com 41,8% dos votos.

## Destaques políticos
Em 2017, foi eleito por unanimidade presidente do Conselho de Desenvolvimento da Região Metropolitana de Sorocaba (RMS). Permaneceu no cargo por dois anos, após ser reeleito em 2018.
Em 2019, já como prefeito, Guilherme Gazzola conquistou o 3º lugar no Prêmio Sebrae “Prefeito Empreendedor – Mário Covas”, edição 2017/2019. Entre os 645 municípios de todo o Estado, 139 projetos foram avaliados e a cidade de Itu ficou entre as três primeiras cidades na categoria “Desburocratização e Implementação da Rede simples”.